# Veitskirche (Paldau)

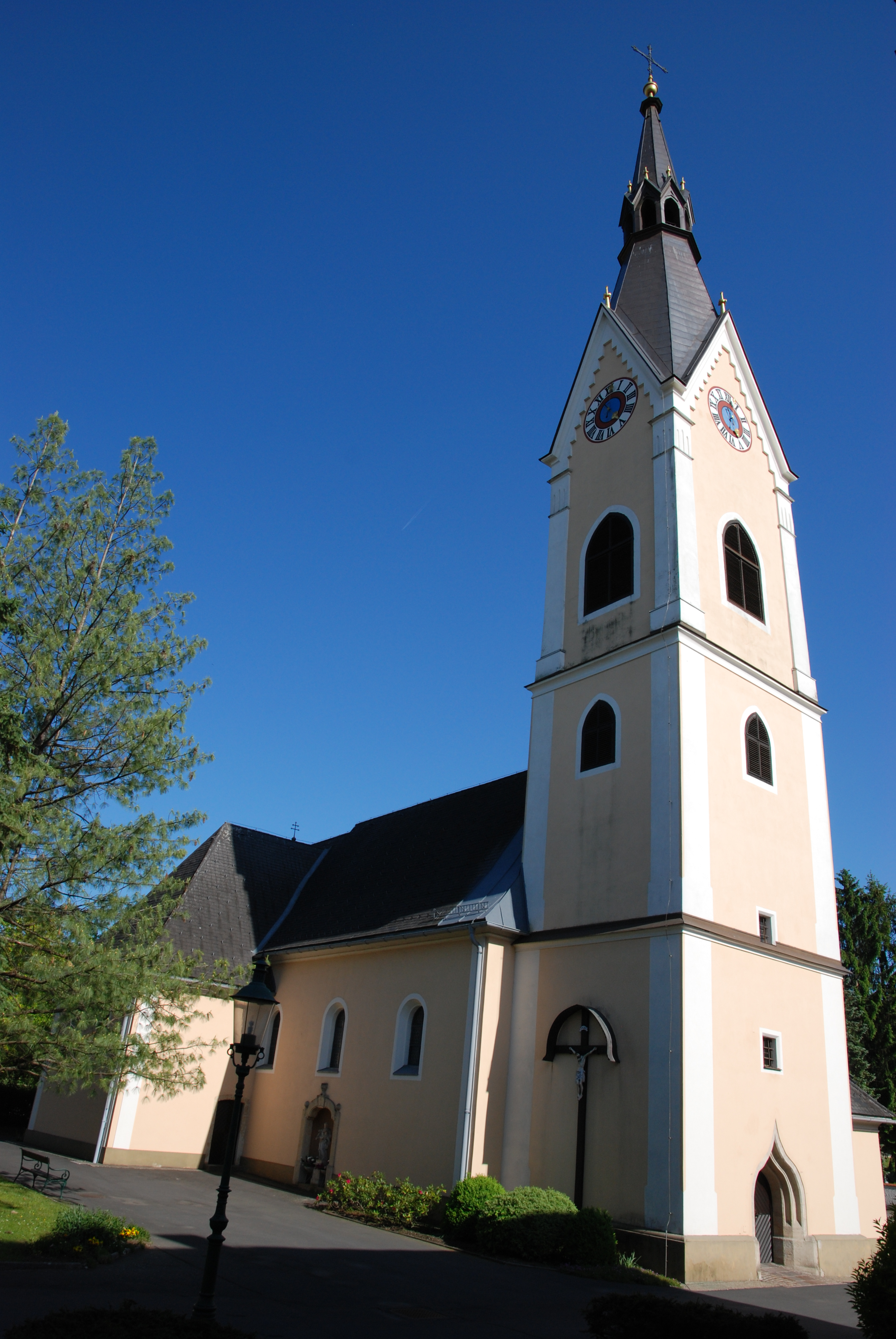
Pfarrkirche Paldau

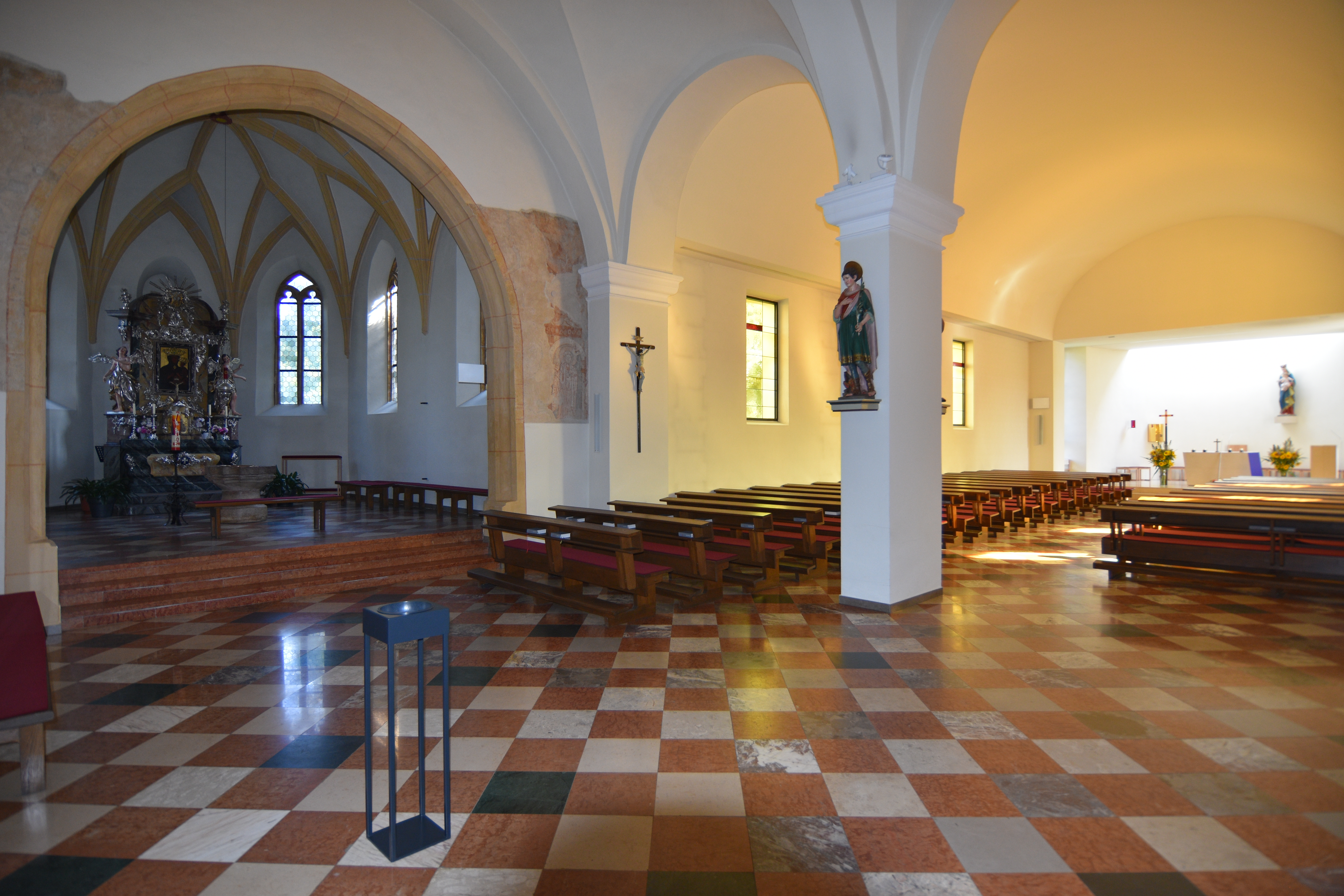
Der Innenraum der Kirche

Die Pfarrkirche hl. Veit ist eine römisch-katholische Kirche in der Gemeinde Paldau in der Steiermark.
Der romanische Bau aus der 1. Hälfte des 13. Jahrhunderts wurde von 1441 bis 1455 um einen Chor und Turm erweitert. Im dreijochigen Langhaus mit Kreuzgratgewölbe und Gurten auf Pilastern ist in der Nordwand ein romanisches Tuffsteinmauerwerk (opus spicatum) erhalten. Der eingezogenen Chor mit 3/8-Schluss hat ein reiches Sternrippengewölbe mit Schlusssteinen, auf Wandkonsolen ruhend, der Fronbogen ist gekehlt, die Wände mit einfachen Maßwerkfenstern gegliedert mit außenliegenden Strebepfeilern. Im Westen steht ein vorgestellter Glockenturm mit Kielbogenportal und quadratischen Grundriss. In der Nordwand des Langhauses ist ein vermauertes Portal aus 1759. Im Jahre 1770 wurde eine Sakristei mit Portal zugebaut, und das Kirchenschiff mit einer dreijochigen Orgelempore mit Kreuzgratgewölbe ergänzt. Das Glockengeschoß mit einem spitzen Helm ist aus dem Jahre 1894. Im Jahre 1974 wurde im Zuge einer Gesamtrestaurierung die Kirche südseitig mit einem einfachen Rechtecksraum mit offenem Dachstuhl erweitert.
Im Jahre 1974 wurden Fresken freigelegt, an der Nordwand des Chores ein Heiliger mit Engeln, vermutlich der hl. Veit, aus der Mitte des 15. Jahrhunderts, im Langhaus, seitlich des Fronbogens, Freskenreste eines romanischen Apostelreihe in Rundbogenarchitektur aus der 1. Hälfte des 13. Jahrhunderts, darüberliegende Freskenteile konnten wegen Erhaltungsmängeln nicht gedeutet werden.
Die Kircheneinrichtung wurde im Jahre 1974 neu aufgestellt. Der Hochaltar ist vom ehemaligen Karmeliterkloster (Landesgendarmerie-Kommando) in Graz aus dem 3. Viertel des 18. Jahrhunderts mit Figuren von Philipp Jakob Straub und einem Marienbild in einem reichen Rahmen. Es gibt Reste einer neugotischen Einrichtung aus dem Ende des 19. Jahrhunderts von Jakob Gschiel.
Der spätgotische Taufstein ist aus dem Ende des 15. Jahrhunderts.
Außen ist eine Figur des hl. Joseph aus dem Jahre 1898.